# Żelechlinek
Żelechlinek – wieś w Polsce położona w województwie łódzkim, w powiecie tomaszowskim, w gminie Żelechlinek.
Miejscowość jest siedzibą gminy Żelechlinek. Do 1953 roku miejscowość była siedzibą gminy Żelechlin. 

## Historia
W XIV w. utworzona została parafia św. Bartłomieja Apostoła.
W latach 1975–1998 miejscowość administracyjnie należała do województwa piotrkowskiego.

## Zabytki
Według rejestru zabytków Narodowego Instytutu Dziedzictwa na listę zabytków wpisany jest obiekt:
- parafialny kościół pw. św. Bartłomieja z 1899, nr rej.: 387 z 10.11.1987